# Championnat du monde de vitesse moto 1980
Navigation
Édition précédente Édition suivante
Le Championnat du monde de vitesse moto 1980 est la 32e saison de vitesse moto organisée par la FIM.

Ce championnat comporte dix courses de Grand Prix, pour cinq catégories : 500 cm3, 350 cm3, 250 cm3, 125 cm3 et 50 cm3.

## Attribution des points
Les points du championnat sont attribués aux dix premiers de chaque course :
| Classement | 1  | 2  | 3  | 4 | 5 | 6 | 7 | 8 | 9 | 10 |
| ---------- | -- | -- | -- | - | - | - | - | - | - | -- |
| Points     | 15 | 12 | 10 | 8 | 6 | 5 | 4 | 3 | 2 | 1  |

## Grands Prix de la saison
| N° | Course                            | Lieu        | Vainqueur 50 cm³  | Vainqueur 125 cm³  | Vainqueur 250 cm³ | Vainqueur 350 cm³ | Vainqueur 500 cm³ | Résultat |
| -- | --------------------------------- | ----------- | ----------------- | ------------------ | ----------------- | ----------------- | ----------------- | -------- |
| 1  | Grand Prix des Nations            | Misano      | Eugenio Lazzarini | Pier Paolo Bianchi | Anton Mang        | Johnny Cecotto    | Kenny Roberts     | Résultat |
| 2  | Grand Prix d'Espagne              | Jarama      | Eugenio Lazzarini | Pier Paolo Bianchi | Kork Ballington   |                   | Kenny Roberts     | Résultat |
| 3  | Grand Prix de France              | Paul Ricard |                   | Angel Nieto        | Kork Ballington   | Jon Ekerold       | Kenny Roberts     | Résultat |
| 4  | Grand Prix de Yougoslavie         | Opatija     | Ricardo Tormo     | Guy Bertin         | Anton Mang        |                   |                   | Résultat |
| 5  | Grand Prix des Pays-Bas           | Assen       | Ricardo Tormo     | Angel Nieto        | Carlos Lavado     | Jon Ekerold       | Jack Middelburg   | Résultat |
| 6  | Grand Prix de Belgique            | Spa         | Stefan Dörflinger | Angel Nieto        | Anton Mang        |                   | Randy Mamola      | Résultat |
| 7  | Grand Prix de Finlande            | Imatra      |                   | Angel Nieto        | Kork Ballington   |                   | Wil Hartog        | Résultat |
| 8  | Grand Prix de Grande-Bretagne     | Silverstone |                   | Loris Reggiani     | Kork Ballington   | Anton Mang        | Randy Mamola      | Résultat |
| 9  | Grand Prix de Tchécoslovaquie     | Brno        |                   | Guy Bertin         | Anton Mang        | Anton Mang        |                   | Résultat |
| 10 | Grand Prix d'Allemagne de l'Ouest | Nürburgring | Stefan Dörflinger | Guy Bertin         | Kork Ballington   | Jon Ekerold       | Marco Lucchinelli | Résultat |

## Résultats de la saison

### Championnat 1980 catégorie 500 cm³
| Clas. | Pilote            | N° | Pays             | Constructeur | Points | Victoires |
| ----- | ----------------- | -- | ---------------- | ------------ | ------ | --------- |
| 1     | Kenny Roberts     | 1  | États-Unis       | Yamaha       | 87     | 3         |
| 2     | Randy Mamola      | 8  | États-Unis       | Suzuki       | 72     | 2         |
| 3     | Marco Lucchinelli | 28 | Italie           | Suzuki       | 59     | 1         |
| 4     | Franco Uncini     | 5  | Italie           | Suzuki       | 50     | 0         |
| 5     | Graziano Rossi    | 22 | Italie           | Suzuki       | 38     | 0         |
| 6     | Wil Hartog        | 3  | Pays-Bas         | Suzuki       | 31     | 1         |
| 7     | Johnny Cecotto    | 4  | Venezuela        | Yamaha       | 31     | 0         |
| 8     | Graeme Crosby     | 6  | Nouvelle-Zélande | Suzuki       | 29     | 0         |
| 9     | Jack Middelburg   | 7  | Pays-Bas         | Suzuki       | 20     | 1         |
| 10    | Takazumi Katayama | 10 | Japon            | Suzuki       | 18     | 0         |

### Championnat 1980 catégorie 350 cm³
| Clas. | Pilote              | N° | Pays                 | Constructeur | Points | Victoires |
| ----- | ------------------- | -- | -------------------- | ------------ | ------ | --------- |
| 1     | Jon Ekerold         | 8  | Afrique du Sud       | Bimota       | 63     | 3         |
| 2     | Anton Mang          | 4  | Allemagne de l'Ouest | Kawasaki     | 60     | 2         |
| 3     | Jean-François Baldé | 3  | France               | Kawasaki     | 38     | 0         |
| 4     | Johnny Cecotto      | 1  | Venezuela            | Bimota       | 37     | 1         |
| 5     | Jeff Sayle          | 10 | Australie            | Yamaha       | 25     | 0         |
| 6     | Éric Saul           |    | France               | Yamaha       | 24     | 0         |
| 7     | Jacques Cornu       | 27 | Suisse               | Yamaha       | 21     | 0         |
| 8     | Massimo Matteoni    | 4  | Italie               | Bimota       | 19     | 0         |
| 9     | Walter Villa        | 4  | Italie               | Yamaha       | 16     | 0         |
| 10    | Patrick Fernandez   | 2  | France               | Yamaha       | 12     | 0         |

### Championnat 1980 catégorie 250 cm³
| Clas. | Pilote              | N° | Pays                 | Constructeur | Points | Victoires |
| ----- | ------------------- | -- | -------------------- | ------------ | ------ | --------- |
| 1     | Anton Mang          | 6  | Allemagne de l'Ouest | Kawasaki     | 128    | 4         |
| 2     | Kork Ballington     | 1  | Afrique du Sud       | Kawasaki     | 87     | 5         |
| 3     | Jean-François Baldé | 8  | France               | Kawasaki     | 59     | 0         |
| 4     | Thierry Espié       |    | France               | Yamaha       | 53     | 0         |
| 5     | Roland Freymond     | 10 | Suisse               | Morbidelli   | 46     | 0         |
| 6     | Carlos Lavado       |    | Venezuela            | Yamaha       | 29     | 1         |
| 7     | Gianpaolo Marchetti |    | Italie               | Yamaha       | 28     | 0         |
| 8     | Jacques Cornu       |    | Suisse               | Yamaha       | 26     | 0         |
| 9     | Eric Saul           |    | France               | Yamaha       | 24     | 0         |
| 10    | Patrick Fernandez   | 5  | France               | Yamaha       | 16     | 0         |

### Championnat 1980 catégorie 125 cm³
| Clas. | Pilote              | N° | Pays      | Constructeur | Points | Victoires |
| ----- | ------------------- | -- | --------- | ------------ | ------ | --------- |
| 1     | Pier Paolo Bianchi  | 10 | Italie    | MBA          | 90     | 2         |
| 2     | Guy Bertin          | 6  | France    | Motobécane   | 81     | 3         |
| 3     | Angel Nieto         | 1  | Espagne   | Minarelli    | 78     | 4         |
| 4     | Bruno Kneubühler    | 9  | Suisse    | MBA          | 68     | 0         |
| 5     | Hans Müller         |    | Suisse    | MBA          | 64     | 0         |
| 6     | Loris Reggiani      |    | Italie    | Minarelli    | 63     | 1         |
| 7     | Ivan Palazzese      |    | Venezuela | MBA          | 28     | 0         |
| 8     | Maurizio Massimiani | 2  | Italie    | Minarelli    | 20     | 0         |
| 9     | Peter Looijesteyn   |    | Pays-Bas  | MBA          | 18     | 0         |
| 10    | Barry Smith         |    | Australie | MBA          | 17     | 0         |

### Championnat 1980 catégorie 50 cm³
| Clas. | Pilote            | N° | Pays                 | Constructeur     | Points | Victoires |
| ----- | ----------------- | -- | -------------------- | ---------------- | ------ | --------- |
| 1     | Eugenio Lazzarini | 1  | Italie               | Iprem (Kreidler) | 74     | 2         |
| 2     | Stefan Dörflinger | 10 | Suisse               | Kreidler         | 72     | 2         |
| 3     | Hans Hummel       |    | Autriche             | Kreidler         | 37     | 0         |
| 4     | Ricardo Tormo     |    | Espagne              | Kreidler         | 36     | 2         |
| 5     | Henk van Kessel   | 7  | Pays-Bas             | Kreidler         | 31     | 0         |
| 6     | Hans Spaan        |    | Pays-Bas             | Kreidler         | 24     | 0         |
| 7     | Theo Timmer       |    | Pays-Bas             | Bultaco          | 19     | 0         |
| 8     | Yves Dupont       |    | France               | ABF              | 18     | 0         |
| 9     | Jacques Hutteau   | 8  | France               | ABF              | 18     | 0         |
| 10    | Wolfgang Müller   |    | Allemagne de l'Ouest | Kreidler         | 15     | 0         |